# Katherine Pulaská
Katherine Pulaská, v originále (Katherine Pulaski) je fiktivní postava v televizním sci-fi seriálu Star Trek: Nová generace.
Doktorka Katherine Pulaská je důstojníkem Hvězdné flotily s hodností komandéra. V roce 2365 sloužila jako hlavní zdravotnický důstojník na hvězdné lodi USS Enterprise-D pod velením kapitána Picarda během působení dr. Crusherové v Lékařské divizi Hvězdné flotily.